# Apocryptus chinensis
Apocryptus chinensis är en stekelart som beskrevs av Gupta 1983. Apocryptus chinensis ingår i släktet Apocryptus och familjen brokparasitsteklar. Inga underarter finns listade i Catalogue of Life.